# Шово, Франсуа
Франсуа Шово (фр. François Chauveau; 10 мая 1613, Париж — 3 февраля 1676, Париж) — французский рисовальщик, книжный иллюстратор и гравёр эпохи «большого стиля» Людовика XIV.

## Биография
Франсуа Шово родился 10 мая 1613 года в Париже, он был вторым сыном обедневшего дворянина Любена Шово и Маргариты де Флёр. Обучался в парижской мастерской Лорана де Ла Ира, в том числе технике офорта.
8 февраля 1652 года он женился на Маргарите Роже. Франсуа Шово был первым гравёром, ставшим 14 апреля 1663 года членом Королевской академии живописи и скульптуры.
В 1662 году король Людовик XIV предоставил ему пенсион и звание королевского гравёра (Graveur du Roi). Франсуа Шово был одним из четырёх французских гравёров, наряду с Жаком Калло, Клодом Мелланом и Робером Нантёйлем, которых Шарль Перро упоминает в своей книге «Знаменитые люди, выступавшие во Франции…». Шово оставил около 1600 работ (фронтисписы, виньетки, заставки, иллюстрации), включая иллюстрации к работам мадемуазель де Скюдери. Он гравировал знаменитую «Карту любви» (Carte де Tendre) Мадлен де Скюдери (1654—1661) и фронтиспис для её «Артамена», иллюстрации к изданиям Скаррона, Корнеля, Мольера, Расина и Буало. Лафонтен пригласил его проиллюстрировать первые шесть книг его «Басен».
У Франсуа Шово было много учеников, среди которых Николя Герар, Жан-Батист Брёбес и Эдвард Дэвис.

## Галерея
- Aмериканский король Гуизий. Из серии «Состязания за головы и кольца, устроенные королём, а также принцами и синьорами его двора в 1662 году» (Большая карусель). Между 1662 и 1670. Офорт
- Триумфальная арка. Площадь дофина. По рисунку Ш. Лебрена. Ок. 1660. Офорт
- Декорация к прологу «Андромеды» П. Корнеля. 1651. Офорт
- Фронтиспис издания «Историческая муза». 1656. Офорт, резец
- Поклонение Младенцу. По оригиналу Лорана де Ла Ира. Офорт
- Рыбный рынок. 1652. Офорт
- Кардинал Мазарини. По оригиналу Р. Нантёйля. 1659. Офорт